# Club Atlético River Plate 1978
Questa voce raccoglie le informazioni riguardanti il Club Atlético River Plate nelle competizioni ufficiali della stagione 1978.

## Stagione
Concluso il Metropolitano al sesto posto, la formazione migliorò il proprio rendimento nel Nacional: superato il girone D, la squadra di Labruna arrivò alla finale contro l'Independiente; una doppietta di Ricardo Bochini, però, mise fine alle aspirazioni di vittoria del River, consegnando il titolo nelle mani della squadra di Avellaneda.

## Maglie e sponsor
| Casa | Trasferta |

## Rosa
| N. |                      | Ruolo | Calciatore            |
| -- | -------------------- | ----- | --------------------- |
|    | Argentina (bandiera) | P     | Juan Carlos Delménico |
|    | Argentina (bandiera) | P     | Ubaldo Fillol         |
|    | Argentina (bandiera) | P     | Luis Landaburu        |
|    | Argentina (bandiera) | D     | Francisco Azzolini    |
|    | Argentina (bandiera) | D     | Pablo Comelles        |
|    | Argentina (bandiera) | D     | Daniel Lonardi        |
|    | Argentina (bandiera) | D     | Daniel Passarella     |
|    | Argentina (bandiera) | D     | José Luis Pavoni      |
|    | Argentina (bandiera) | D     | Horacio Rodríguez     |
|    | Argentina (bandiera) | D     | Eduardo Saporiti      |
|    | Argentina (bandiera) | C     | Emilio Commisso       |
|    | Argentina (bandiera) | C     | Pedro Coudannes       |
|    | Argentina (bandiera) | C     | Omar Labruna          |

| N. |                      | Ruolo | Calciatore            |
| -- | -------------------- | ----- | --------------------- |
|    | Argentina (bandiera) | C     | Héctor Osvaldo López  |
|    | Argentina (bandiera) | C     | Juan José López       |
|    | Argentina (bandiera) | C     | Reinaldo Merlo        |
|    | Argentina (bandiera) | C     | Alejandro Sabella     |
|    | Argentina (bandiera) | A     | Norberto Alonso       |
|    | Argentina (bandiera) | A     | Hugo Coscia           |
|    | Argentina (bandiera) | A     | Ramón Díaz            |
|    | Argentina (bandiera) | A     | Pedro Alexis González |
|    | Argentina (bandiera) | A     | Horacio Galletti      |
|    | Argentina (bandiera) | A     | Víctor Marchetti      |
|    | Argentina (bandiera) | A     | Oscar Ortiz           |
|    | Argentina (bandiera) | A     | Roberto Perfumo       |
|    | Argentina (bandiera) | A     | Carlos Seppaquercia   |

## Statistiche

### Statistiche di squadra
| Competizione               | Punti | Totale | Totale | Totale | Totale | Totale | Totale | DR  |
| Competizione               | Punti | G      | V      | N      | P      | Gf     | Gs     | DR  |
| -------------------------- | ----- | ------ | ------ | ------ | ------ | ------ | ------ | --- |
| Campionato - Metropolitano | 45    | 40     | 16     | 13     | 11     | 59     | 47     | +12 |
| Campionato - Nacional      | 23    | 14     | 10     | 3      | 1      | 35     | 13     | +22 |
| Totale                     | -     |        |        |        |        |        |        | -   |